# レシェク・スターケル
レシェク・マリアン・スターケル（Leszek Marian Starkel、1931年9月8日 - 2021年11月6日）は、ビエズブニク生まれのポーランドの地理学者、地質学者、自然科学の教授、ポーランド科学アカデミーの正会員、ポーランド技術アカデミーの公開会員。

## 経歴
ヤギェウォ大学を卒業。1953年からポーランド科学アカデミー・スタニスワフ・ レシチニスキ地理・空間政策研究所 (Instytut Geografii i Przestrzennego Zagospodarowania im. Stanisława Leszczyckiego PAN) で学んだ。ここで、1959年に博士号、1964年に教授資格を取得した。1971年に員外教授となり、1979年に正規の教授となった。1968年から2001年にかけて、彼は山岳・高地地形学・水文学研究所 (Instytucie kierownikiem Zakładu Geomorfologii i Hydrologii Gór i Wyżyn) の所長を務めた。
スターケルは、1983年にポーランド科学アカデミーの通信会員となり、1997年に正会員となった。1990年からは、ポーランド技術アカデミーの公開会員にもなった。一時期は、学位・称号中央委員会 (Centralna Komisja do Spraw Stopni i Tytułów) の委員も務めた。ポーランド科学アカデミーにおいては様々な役職を務め、クラクフ支所の副代表や、アカデミーの第四紀研究部門の副代表や座長を歴任した。
専門は、地形学と第四紀の古地理学である。2004年には、ポーランド人としてはパヴェウ・ストシェレツキ、ミェチスワフ・クリマシェフスキに次ぐ史上3人目として、イギリスの王立地理学会から金メダル（創立者メダル）を受賞した。
ポーランド復興勲章のカヴァレルスキ十字勲章 (五等) とオフィツェルスキ十字勲章 (四等) を受章している。